# Tweek et Craig
Tweek et Craig (Tweek x Craig en VO) est le sixième épisode de la dix-neuvième saison de la série télévisée d'animation américaine South Park et le 263e épisode de la série globale. L'épisode traite des fan arts de type slash, plus précisément les yaoi japonais, ainsi que de l'acceptation de l'homosexualité sur fond de politiquement correct, une thématique centrale de cette saison.

## Résumé
Le Principal PC et Wendy Testaburger, la présidente des élèves, organisent une réunion dans la salle de sport afin de présenter aux élèves l'art du yaoi, pratiqué par les filles asiatiques de l'école. Elles mettent en scène une histoire d'amour fictive entre Tweek Tweak et Craig Tucker, ce qui les surprend et les met en colère, alors que tous les habitants de South Park s'en réjouissent, pensant notamment que la récente implantation d'un magasin Whole Foods Market dans leur ville y est pour quelque chose.
Stan, perturbé, tente de comprendre pourquoi les asiatiques font ça, et s'inquiète, pensant que ça pourrait arriver à d'autres. Voyant cela, sa mère Sharon demande à son mari de parler à leur fils. Randy le croit préoccupé par l'homosexualité de ses camarades, mais quand Stan répond que c'est à cause des asiatiques qui décident qui devient homosexuel à travers l'art du yaoi, son père est étonné, mais, pour paraître politiquement correct, feint d'en connaître la raison. Il téléphone en cachette à Xi Jinping pour demander des éclaircissements sur le yaoi. Le président de la Chine explique que ça vient du Japon, et commence à se plaindre que les Japonais refusent de présenter des excuses à son pays, en référence au viol de Nankin. 
Au bar, alors que le père de Craig, Thomas, se demande ce qu'il a bien pu faire pour rendre son fils homosexuel, Randy lui explique qu'il n'est pas responsable, qu'être gay ne relève pas d'une décision personnelle mais que ce sont les Japonais qui décident, à cause des atrocités commises durant la Seconde Guerre mondiale.
Après avoir tenté d'expliquer aux filles asiatiques qu'ils n'étaient ni ensemble, ni homosexuels, Tweek et Craig se décident à simuler une rupture, pensant que cela mettra fin au fantasme imaginaire de tout South Park. Cette rupture bouleversera non seulement la petite ville, mais aussi Tweek et Craig. Ces derniers commencent alors à satisfaire l'imaginaire des habitants de la ville en se tenant par la main dans les rues, ce qui les conduira à entamer une véritable relation.